# Амулет
Амулет в древните религии и съвременни традиционни култури се нарича предмет, за който се вярва, че отблъсква вредните влияния и злите сили или че закриля носещия предмета. Възможни етимологии: нося, отклонявам (от арабски), отблъсквам (лат.). Най-често се носи като колие на врата, но са възможни и много други начини на носене – както скрити, така и на показ – вшиване в дреха, на пръстен, гривна или обеци.
Като амулети се носят фигурки на хора, животни или растения, модели на предмети, камъни, монети, а понякога надписи със свещени слова. В повечето случаи свещени предмети служат и като амулети – образи на божества, свещени растения или свещени животни, религиозни символи и др.

## Амулети в Древен Египет
Амулетите са познати на почти всички древни религии, но са изключително популярни в Древен Египет. Освен че са носени от живи хора, амулетите са съпровождали и телата на мумиите. Жреците балсаматори задължително са поставяли множество малки фигурки между лентите, с които са увивали балсамираните тела.
Някои от най-често срещаните египетски амулети са свещеният египетски скарабей, „Окото на Хор“ Уаджет, знакът на живота „Анх“, душата птица и др. Изображения на богове също служат като амулети – Хор, Бес, Тот, лъвоглави богини и др. Египетските амулети са изработвани от скъпоценни метали, скъпоценни и полускъпоценни камъни, цветна паста и други изящни материали.

## Амулети в юдейската практика
Поради забраната за използване на изображения, юдейските практики акцентират върху словата амулети. Особено популярен е еврейският „талейсим“ (talleisim) – кутийка, съдържаща молитвен текст, която правоверните юдеи носят привързана на челото си към тфилина. От него произлиза другото име на амулета – талисман.
„Давидовата звезда“, позната като задължителен белег на евреите по време на нацистките преследвания, също е носена като юдейски амулет, макар че по произход се смята символ на Давидовата династия.

## Амулети в християнската практика
Амулетите са популярни в епохата на ранното християнство и особено сред неканоничните секти. Амулетите, употребявани в гностическите секти вероятно се дължат на силното влияние на древноегипетската религия при формиране на вярванията и практиките им. Някои християнски секти са били повлияни от езическите орфически религиозни вярвания, както показва любопитният амулет с прикован на кръст Бакхически Орфей.

## В българският фолклор
Според българския фолклор безстеблената решетка варди от зло и носи божията благодат в дома, а цветът и набожда злото на острите си бодлички. Според предание с него самодивите си цедели млякото, от където са останали и имената му цедка и самодивско цвете.

## Амулети в ислямската практика
Популярни амулети в исляма са т. нар. „Ръце на Фатима“, „Окото на Мохамед“ и др.

## Галерия
- Лъвоглава египетска богиня
- Бог Тот като ибис, Лувър
- Ръцете на Фатима, XIV – XV в., Андалусия, Испания
- Старозаветният първосвещеник Аарон с молитвена кутийка на главата, руска икона от XVIII в.
- Древноегипетски ибис
- Овеноглав сокол, въплъщение на бог Хор, XIII век пр. Хр., намерен в гробница на бика Апис в Мемфис, сега в Лувъра
- Назар, амулет срещу уроки, характерен за Турция и региона